# María de Brabante (condesa de Saboya)
María de Brabante (1280 - 7 de septiembre de 1340), hija del duque Juan I de Brabante y de Margarita de Flandes. Fue condesa consorte de Saboya, se casó en 1297 con Amadeo V de Saboya.

## Condesa de Saboya
Se casó a los 17 con Amadeo V de Saboya, siendo ella su segunda esposa; juntos tienen cuatro hijas:
1. María de Saboya (1298-1331). Se casó con Hugo de la Tour du Pin, pero la pareja no tuvo hijos.
2. Catalina de Saboya (murió en 1336), casada con el duque Leopoldo I de Austria.
3. Ana de Saboya (1306-1359): casada con el emperador bizantino Andrónico III Paleólogo.
4. Beatriz de Saboya (1310-1331), casada en 1327 con Enrique VI de Carintia, conde de Tirol.